# 藤田みさ
藤田 みさ（ふじた みさ、1967年（昭和42年）2月26日 - ）は、日本のフリーアナウンサー、MC、ラジオパーソナリティ、声優。高知県出身。
高知市立朝倉第二小学校、高知市立朝倉中学校、高知県立高知西高等学校、武蔵野女子大学を卒業後、エフエム長崎、エフエム大分、エフエム京都、エフエム石川でアナウンサー、パーソナリティを務めたのち首都圏に活動の場を移しFMサルース、イッツコムチャンネル、ミュージックバード、エフエムたちかわ、渋谷クロスFMの番組にレギュラー出演した。

## 略歴

### 主な勤務地
- FM長崎
- FM大分
- FM京都
- FM石川：「アーバンハローファイブ」を1994年から2004年まで担当

### ライブ配信
- 17LIVE 2020年から

## 出演作品

### ラジオ番組

#### 現在
- ウイング・テラス（エフエムたちかわ）
- プレッセ 〜立川多摩地域☆情報局（エフエムたちかわ）
- Afternoon Breeze（エフエムたちかわ）
- しびねこラジオ（2025年4月19日 - 、渋谷クロスFM）

#### 過去
- muse Amuse（毎週月 - 金 18:00 - 20:00、FMサルース）
- Afternoon SALUS（毎週月 - 木 13:00 - 16:00、FMサルース）
- おかえり fromたまプラ（毎週月 - 金 17:15 - 17:30、イッツコムチャンネル、FMサルース）
- FMやまと ジングル
- 快適生活ラジオショッピング（ナビゲーター、シフト、ならどっとFMほか各局）
- アーバンハローファイブ（毎週月 - 木 12:00 - 16:00、FM石川）
- 夕映えサンセット（月曜16:00 - 19:00、FMやまと）
- Happy Hour（金曜18:00 - 20:00、FMサルース）
- ぶらっと散歩（FMサルース）
- 青葉区からのお知らせ(声、FMサルース)
- ラジオ2951（ミュージックバード）
- FUJITA MISA RADIO SHOW みさラジ♪（FMサルース）
- カレーは日本の国民食 Produced byゴーゴーカレーグループ（2022年8月20日 - 2025年3月15日、渋谷クロスFM）
- 復活！藤田みさのターバンカレーファイブ（2023年4月7日 - 2025年3月28日、MROラジオ）

### その他
- けんけつちゃん（けんけつちゃん）[1]

## 備考
- 高校時代、文化放送制作「青春キャンパス」にて、高知放送のキャンパススタッフを担当していた[2]。
- NHK「ドキュメント72時間」2019年6月7日放送回「渋谷郵便局 街角の“平成史”」に、局の利用客として偶然取材を受けた[3]。